# Strip poker
Lo strip poker è una modalità a sfondo erotico del gioco del poker nella quale i partecipanti utilizzano come posta, al posto del denaro, i capi di abbigliamento indossati.
Il gioco si può adattare a qualsiasi variante del poker, le regole sono flessibili, ma di norma si comincia con tutti i giocatori dotati dello stesso numero di indumenti da mettere in gioco e si procede come nel poker normale; vince chi mantiene più indumenti degli altri giocatori o viene eliminato chi ne resta privo.